# Marlboro (Ohio)
Marlboro es un lugar designado por el censo ubicado en el condado de Stark en el estado estadounidense de Ohio. En el Censo de 2020 tenía una población de 247 habitantes y una densidad poblacional de 220,54 habitantes por km². Fue incluido como CDP en el censo de 2020.

## Geografía
Marlboro se encuentra ubicado en las coordenadas 40°57′2″N 81°12′59″O / 40.95056, -81.21639. Según la Oficina del Censo de los Estados Unidos,  tiene una superficie total de 1,12 km², de la cual 1,11 km² corresponden a tierra firme y 0,01 km² a agua.